# Teufelsgeige

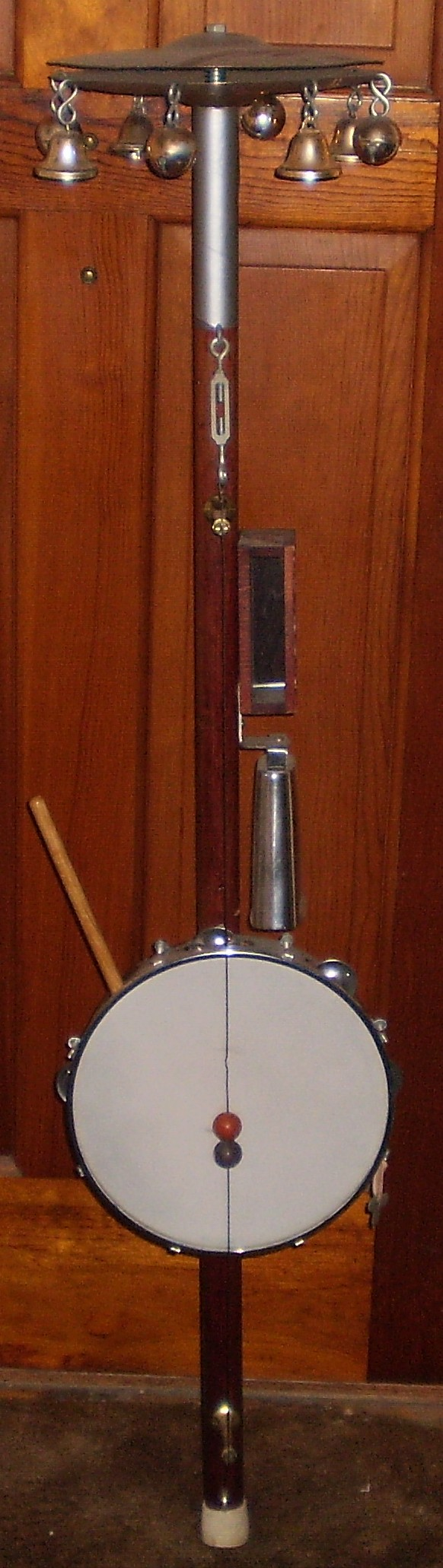
Teufelsgeige

Die Teufelsgeige, auch Deiwelsgeije, Bumbass oder (vor allem im Sarntal) Bettelgeige, französisch basse de Flandre, ist ein Rhythmus- und Lärminstrument, das in der Volksmusik bei Fastnachtsumzügen, beim Zampern oder bei Polterabenden eingesetzt wird.
Das ursprüngliche Instrument war im 17. Jahrhundert ein einfacher Musikbogen, zwischen dessen gebogenem Holzstab und der Saite an einem Ende eine mit Luft gefüllte Tierblase als Resonanzkörper steckte. Ist der Stab fest und gerade, lautete die Klassifizierung Stabzither. Die Saite wurde mit einem Gegenstand gestrichen oder angeschlagen. 
Heute besteht die Teufelsgeige aus einem Holzstab, der die Körpergröße des Spielers nicht überschreiten sollte und mit ein bis drei Saiten bespannt ist. Daran befestigt sind diverse Idiophone wie Schellen, Schellenring, Zimbeln und Klanghölzer. Als Korpus dient häufig ein Tamburin. Früher wurden ausrangierte Haushaltsgegenstände aus Blech am Holzstab fixiert. Oft wird die Teufelsgeige durch einen Teufels- oder Kasperkopf an der Spitze des Stabes geschmückt. Die Instrumente werden mit einem Schlägel geschlagen, mit sägezahnartigen Einritzungen daran lassen sich die Saiten zupfen. Wird der Holzstab auf den Boden gestampft, so ertönt durch die metallenen Klangkörper und Rasseln der typische Klang der Teufelsgeige.
In der Slowakei wird ein der Teufelsgeige entsprechendes Saiteninstrument namens ozembuch meist zusammen mit einem Akkordeon als Gesangsbegleitung zur Unterhaltung gespielt. Die flämischen Varianten heißen boembas.
Die polnische „Teufelsgeige“, diabelskie skrzypce, gehörte früher zu magischen jahreszeitlichen Ritualen und wurde von Sternsingern an Weihnachten, an Fastnacht und an Ostern eingesetzt. Heute dient die diabelskie skrzypce in einigen Volksmusikgruppen als Rhythmusinstrument. In der historischen Region Kurpie lassen sich auch langsame Melodien hervorbringen, indem die Spannung der an einem drehbaren Holzwirbel befestigten Saite während des Spiels verändert wird.

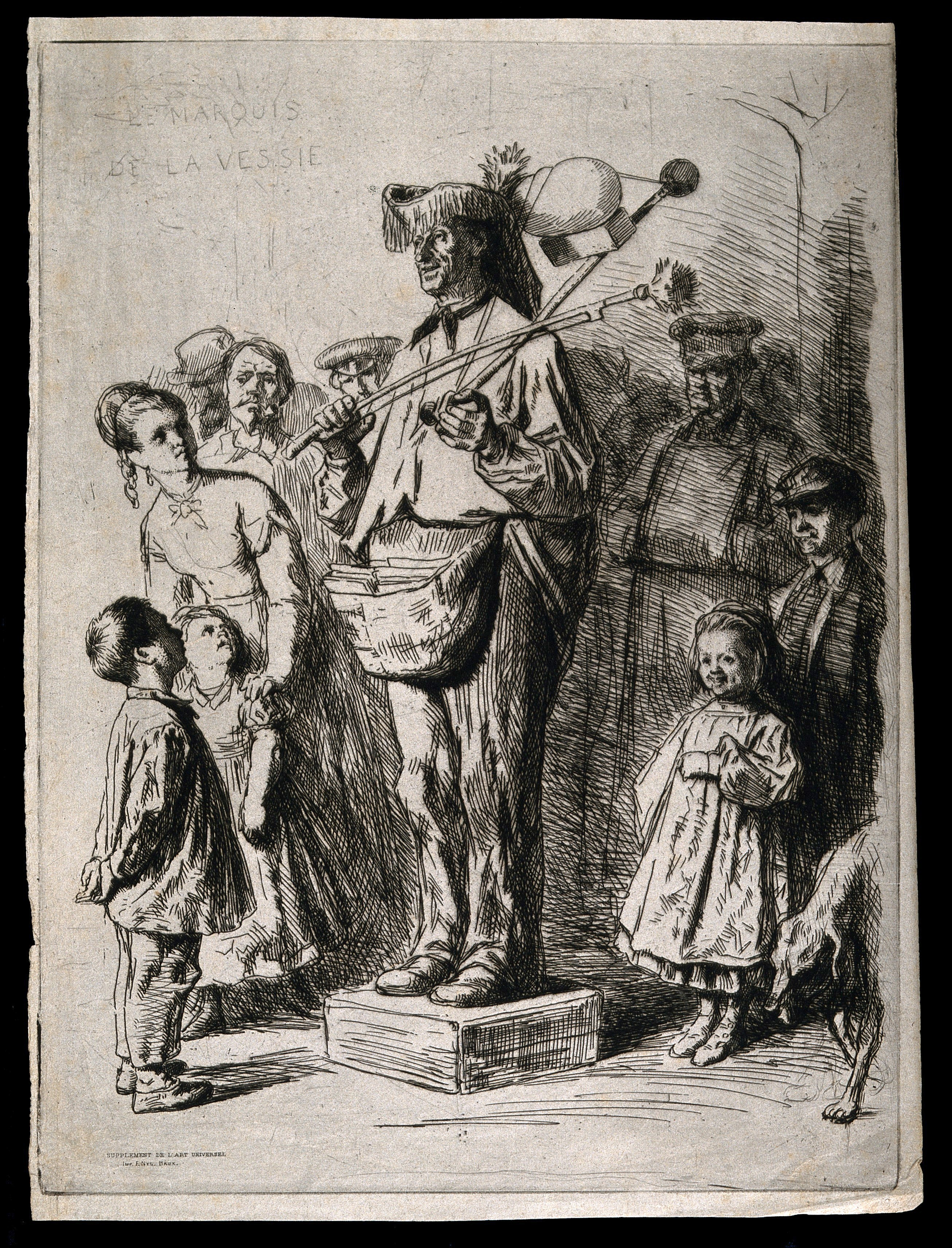
Basse de Flandre, Straßenmusiker mit Bumbass in Flandern. Radierung in der Zeitschrift L'Art universel, erschienen 1873–1876 in Brüssel
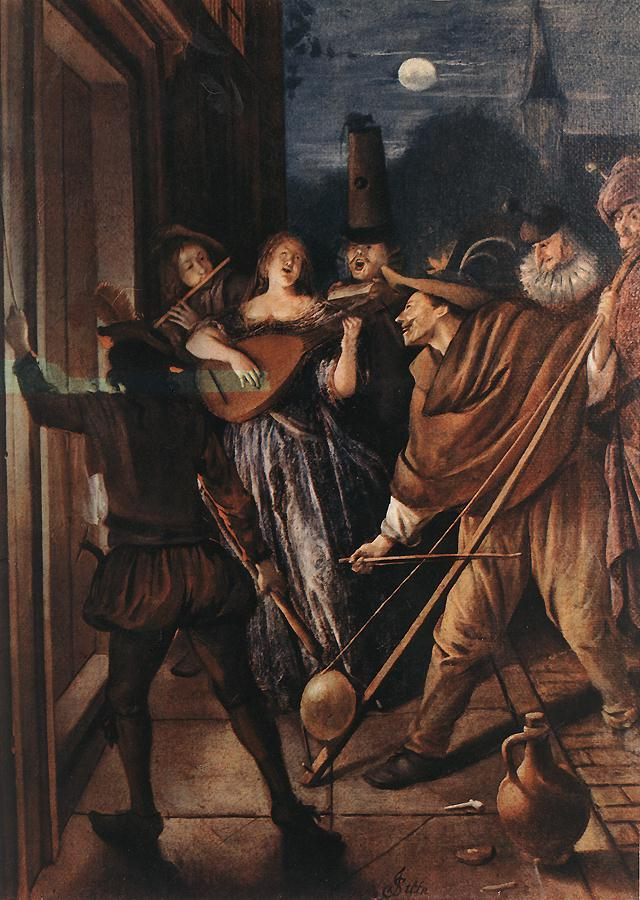
Bumbass, Laute und Flöte spielen eine „Nachtmusik“. Gemälde des niederländischen Genremalers Jan Steen, um 1675